# Волжская военная флотилия (Гражданская война)

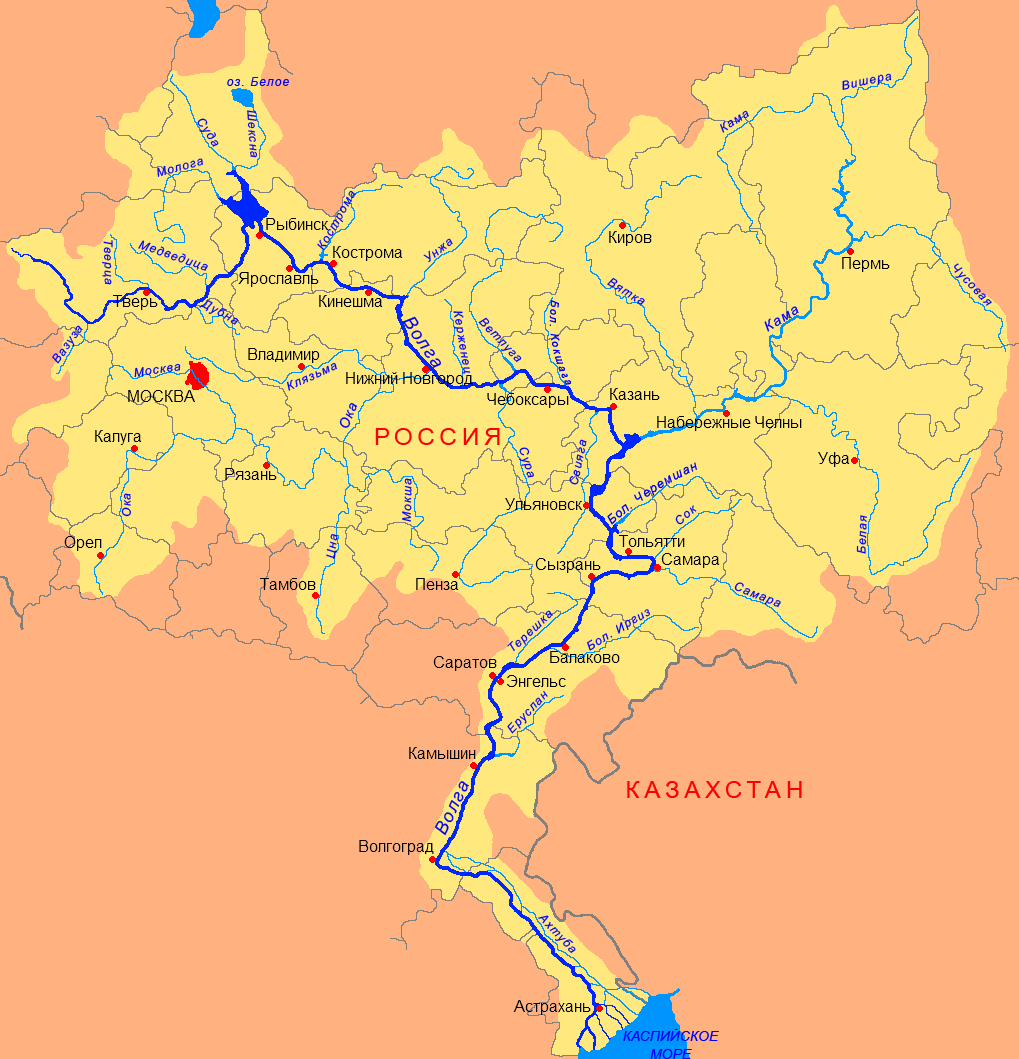
Бассейн реки Волга.

Волжская военная флотилия — Волжско-Камское речное формирование в Красном Флоте в период Гражданской войны.

## История

### Гражданская война в России
Формированием флотилии занимался прибывший в июне 1918 года в Нижний Новгород комиссар Н.Г. Маркин, впоследствии ставший заместителем командующего флотилии. С 23 августа 1918 года флотилией командовал Ф.Ф. Раскольников.
С августа 1918 года флотилия принимала участие в боях на Волге и Каме, принимала участие во взятии Вольска, Сызрани, Самары и других городов.
20 июля 1918 года вооружённый пароход «Делосовет» («Дело Советов»)(экипаж — 52 чел., вооружение — одна 75-мм пушка и пулемёты) вступил в 35-минутный бой с тремя вооружёнными пароходами белых и выпустил по ним 250 снарядов. В результате один из белых пароходов затонул в результате взрыва боеприпасов, на втором пароходе прямым попаданием была разбита рубка, а «Делосовет» успешно сумел выйти из боя. 22 июля 1918 этот же пароход встретился с тремя наиболее боеспособными судами белых («Вульф», «Фельдмаршал Милютин» и «Козлов»). Получив в неравном бою четыре пробоины, пароход был выброшен командой на берег, замки орудия и пулемёты были затоплены. Самоотверженность экипажа была отмечена в приказе Наркома по морским делам Л. Троцкого как яркий пример исполнения долга.
29 июля 1918 года моторная лодка «Маркиза», вооружённая двумя пулемётами, у Старой Майны атаковала белый пароход и находившихся на берегу чехословацких легионеров, вызвав среди них панику.
28 — 29 августа под Свияжском с участием флотилии были разгромлены белогвардейские части.
В ночь на 31 августа 1918 года Волжская флотилия во главе с «Прочным», на котором находились командующий флотилией Ф.Ф. Раскольников и Л.Д. Троцкий, незаметно прошла мимо батарей за Верхний Услон и неожиданно обстреляла базу белых, вызвав пожар на стоявших там пароходах и баржах и вызвав панику среди частей противника. В этой операции флотилия понесла потери: 1 канонерская лодка затонула, 2 других и 1 миноносец выбыли в долговременный ремонт, а еще один миноносец, оставшийся в строю, был серьезно поврежден.
5 сентября 1918 года, после начала общего наступления 5-й армии Восточного фронта на Казань, суда Волжской речной флотилии спустились по течению, поддержав огнём наступающие части и вступив в перестрелку с артиллерийскими батареями противника. В артиллерийской дуэли с тремя артиллерийскими батареями белых погибли вооружённые пароходы «Дельфин» и «Ташкент» (при этом комендоры «Ташкента» продолжали вести огонь из кормового орудия, пока судно не затонуло).
9 сентября 1918 года под прикрытием артиллерийского огня четыре канлодки Волжской флотилии подавили пулемётным огнём расчёты артиллерийских батарей белых и высадили на пристани Казани десант из 60 человек под командованием комиссара флотилии Н.Г. Маркина, который отбросил силы противника в город, удерживал пристань в течение часа, но после того, как из городского кремля по десанту и кораблям был открыт сильный артиллерийский огонь, десантники вернулись на корабли, захватив с собою замки от шести из восьми неприятельских орудий. Потери десанта были незначительны.
В ночь с 9 на 10 сентября 1918 года миноносцы «Прыткий» и «Ретивый» высадили еще один, более крупный десант — сводный батальон солдат и матросов.
В следующие дни Волжская флотилия продолжала преследование отходившей к устью Камы флотилии белых, одновременно с этим оказывая поддержку наступлению войскам Красной армии.
В сентябре 1918 года флотилия была разделена на два отряда: Волжский и Камский. В состав Камского отряда вошли 21 канонерская лодка, 6 сторожевых кораблей, одна плавучая батарея, 11 гидросамолётов. Отряд возглавил Н.Г. Маркин.
1 октября 1918 года Н.Г. Маркин с тремя кораблями попал в белогвардейскую засаду у Пьяного Бора и погиб. Тем не менее, Камский отряд разгромил белогвардейские части и флотилию. В октябре в состав Волжской военной флотилии вошла Военно-Волжская флотилия в качестве отряда, получившего наименование Царицынский. В ходе войны этот отряд участвовал в обороне Царицына.
В 1919 году на реках Каме, Белой и Уфе флотилия поддерживала 2-ю, 3-ю и 5-ю армии при обороне против войск Колчака, а также в контрнаступлении. Она участвовала во взятии городов Чистополь и Сарапул, обеспечивала переправы частей Красной Армии через Белую и Уфу.
В июле 1919 года в связи с тем, что части Белой Гвардии отступили на Урал, Волжская военная флотилия была объединена с Астраханско-Каспийской военной флотилией, образовав Волжско-Каспийскую военную флотилию.
В составе Волжской военной флотилии в годы Гражданской войны воевал Н.Е. Басистый, будущий адмирал, командующий Черноморского флота.

#### Состав Волжской военной флотилии в годы Гражданской войны
Изначально в состав Волжской флотилии вошли восемь канонерских лодок:
- № 1 — бывший пароход «Царицын». Построен в 1912 г. Длина 42,7 м; ширина 12,0 м; осадка 0,8 м. Двигатель — 296 лошадиных сил. Две 76-мм горные пушки, 6 пулемётов.
- № 2 — бывший пароход «Кабестан» (2 января 1919 г. переименован в «Народоволец»). Длина 43,9 м; ширина 14,2 м; осадка 1,1 м. Двигатель — 260 л.с. Две 76-мм горные пушки, 6 пулемётов.
- № 3 — «Бурлак». Построен в 1898 г. Длина 43,9 м; ширина 7,0 м; осадка 0,8 м. Одна 76-мм горная пушка, 6 пулемётов.
- № 4 — «Белая акация». Построена в 1913 г. Длина 44,5 м; ширина 10,9 м; осадка 0,8 м. Двигатель — 200 л.с. Две 76-мм горные пушки, 6 пулемётов.
- № 5 — «Ваня» (он же «Ваня-коммунист»). Построен в 1905 г. Длина 53,3 м; ширина 7,32/15,2 м; осадка 1,2 м. Двигатель — 300 л.с. Две 75/50-мм пушки Кане, одна 47-мм пушка Гочкиса, 6 пулемётов.
- № 6 — «Добрый» (с 7 февраля 1919 г. переименован в «Товарищ Маркин»). Построен в 1870 г. Водоизмещение 561 т. Длина 61,24 м; ширина 7,92/15,85 м; осадка 1,34 м. Двигатель — 600 л.с. Скорость 10 узлов. Две 76-мм пушки образца 1902 г., 6 пулемётов.
- № 7 — «Ташкент». Построен в 1912 г. Длина 40,3 м; ширина 10,7 м; осадка 0,7 м. Двигатель — 180 л.с. Скорость 8,6 узлов. Одна 76-мм пушка обр. 1902 г., одна 47-мм пушка Гочкиса, 7 пулемётов.
- № 8 — «Дельфин». Построен в 1904 г. Длина 57,9 м; ширина 17,1 м; осадка 1,2 м. Двигатель — 448 л.с. Одна 76-мм пушка обр. 1902 г., 7 пулемётов.

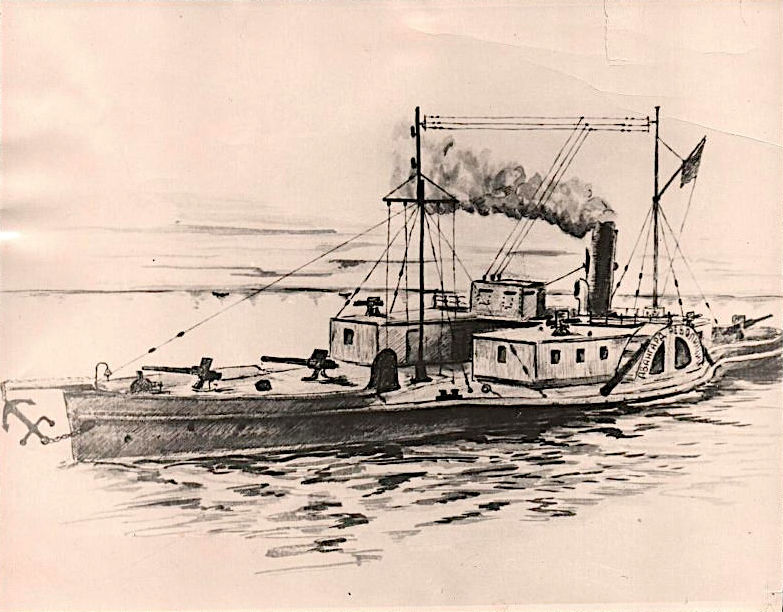
Пароход «Авангард революции», 1925.

- пароход «Ольга» (13 января 1919 г. переименован в «Авангард революции»). Построен в 1899 г. Водоизмещение 445 т. Длина 68,27 м; ширина 8,53/18,31 м; осадка 1,42 м. Двигатель — около 1000 л.с. Скорость 10-12 узлов. Одна 122-мм гаубица, одна 76-мм пушка обр. 1902 г., два пулемёта.
- пароход «Коновод». Построен в 1894 г. Длина 49,7 м; ширина 12,8 м; осадка 0,9 м. Три 76-мм пушки обр. 1902 г., 6 пулемётов.
- пароход «Лев». Построен в 1901 г. Длина 57,9 м; ширина 14,2 м; осадка 1,1 м. Двигатель 260 л.с. Одна 76-мм пушка обр. 1902 г., одна 37-мм пушка Гочкиса.
- пароход «Братство». Построен в 1896 г. Длина 62,2 м; ширина 18,8 м; осадка 1,4 м. Двигатель 720 л.с.
- пароход ??? (переименован в «Дело Советов»). Одна 76-мм пушка обр. 1902 г.
- вооружённые винтовые катера «Стерегущий» и «Гражданка».
- Баржа «Тёща» (переоборудована в затоне Муромке (затон им. Карла Маркса) в плавбатарею «Атаман Разин»). Год постройки — 1914 г. Водоизмещение 1900 т; длина 106,6 м; ширина 17 м; осадка 2,1 м. Четыре 130/55-мм пушки и 8 пулемётов.
- Баржа «Тезей» (переоборудована в плавбатарею и переименована «Сережа»). Построена в 1917 г. Водоизмещение 2000 т; длина 83,2 м. Первоначальное вооружение — четыре 102/60-мм, шесть 75/50-мм пушек, восемь 47-мм и две 37-мм пушки Гочкиса. Позднее её орудия были переданы другим судам, и большую часть кампании 1918 г. она имела четыре 102-мм, одну 47-мм, две 37-мм пушки и 12 пулемётов.
- Баржа «Финляндия» (25 ноября 1918 г. переименована в «Память Урицкого»).
- Миноносец «Прыткий»
- Миноносец «Прочный»
- Миноносец «Ретивый»
- Миноносец «Поражающий»

6 июня 1918 года Владимир Ленин распорядился отправить их с Балтийского флота на Волгу, и 2 августа они вышли в поход. Через Мариинскую систему первые три шли своим ходом, а «Поражающий» — на буксире. Для уменьшения осадки с них были сняты орудия, на борт было загружено минимальное количество топлива, откачана балластная вода. По прибытии в Нижний Новгород на Сормовском заводе орудия в течение нескольких дней были вновь установлены. 24 августа прибыли в Нижний Новгород, где на них установили по две 75/50-мм пушки.
- Из остатков Самарского гидродивизиона в Нижнем Новгороде был сформирован гидроотряд, вооружённый четырьмя гидросамолётами М-9, полученными из Управления морской авиации. Базой гидроотряда стала баржа-нефтянка «Коммуна». К её бортам были приделаны кронштейны, на которых закреплялись убираемые на время похода спуски для приёма и вывода на воду гидросамолётов.
- Буксир «Андрей Клюкин» (14 ноября 1918 г. переименован в «Матрос-лётчик»), переводивший баржу «Коммуна» и двухпалубный пассажирский пароход «Вера», где размещался персонал отряда.

#### Командный состав
Командующие
- Бернгардт Мартын (Мартин-Рейнгольд) Рейнгольдович 03 — 22 августа 1918 года
- Раскольников Ф. Ф. 23 августа — 11 ноября 1918 года
- Варваци В. Н. 11 ноября 1918 года — 17 апреля 1919 года
- Смирнов П. И. 17 апреля 1919 года — 25 июля 1919 года
- Раскольников Ф. Ф. 25 — 31 июля 1919 года

### Художественная литература
- Барякина Э. В. «Аргентинец» — М: Рипол-классик. — 2011 г. — ISBN 978-5-386-03723-9
- Роман Алексея Иванова «Бронепароходы»